# Charles Allieu Matthew Campbell

Charles Allieu Matthew Campbell (* 25. Januar 1961 in Njala, Sierra Leone) ist Bischof von Bo.

## Leben
Charles Allieu Matthew Campbell empfing am 9. April 1986 das Sakrament der Priesterweihe für das Erzbistum Freetown und Bo.
Am 15. Januar 2011 ernannte ihn Papst Benedikt XVI. zum Bischof von Bo. Der Apostolische Nuntius in Sierra Leone, Erzbischof George Antonysamy, spendete ihm am 7. Mai desselben Jahres die Bischofsweihe; Mitkonsekratoren waren der Erzbischof von Freetown, Edward Tamba Charles, und der Bischof von Kenema, Patrick Daniel Koroma.